# Said Ramadan

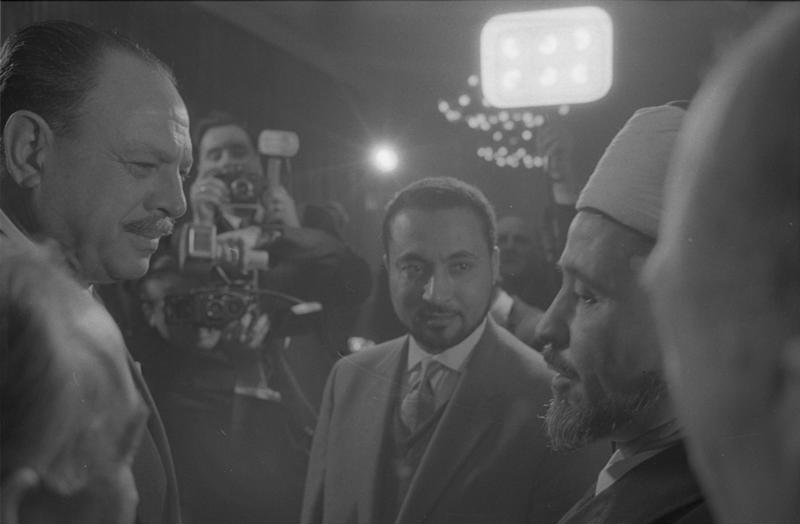
Said Ramadan (Mitte) in München bei einem Besuch des pakistanischen Staatspräsidenten Muhammed Ayub Khan (links), 22. Januar 1961

Said Ramadan (arabisch سعيد رمضان, DMG Saʿīd Ramaḍān; * 12. April 1926 in Schibin al-Kaum im Nildelta; † 4. August 1995 in Genf) war ein ägyptischer Jurist und führender Aktivist der Muslimbrüder.

## Leben
Kurz nach Ende des Zweiten Weltkriegs eröffnete Ramadan die erste Niederlassung der Muslimbrüder in Jerusalem. 1946 schloss er ein Studium in islamischer Rechtswissenschaft ab und wurde Herausgeber der islamischen Wochenzeitschrift Asch-Schihab. 1948 kämpfte er als Freiwilliger in Palästina, um die Gründung Israels zu verhindern. Er reiste in verschiedene muslimisch geprägte Länder und wurde bei seinem Aufenthalt in Ägypten von Gamal Abdel Nasser inhaftiert. 1954, im Jahr des gescheiterten Nasser-Attentats, in dessen Folge die Muslimbruderschaft erneut verboten und viele Muslimbrüder, etwa Sayyid Qutb, verhaftet und zu langen Haftstrafen verurteilt wurden, verließ Said Ramadan Ägypten.
1959 promovierte er an der Universität zu Köln. Zwischen 1956 und 1958 reaktivierte er die Zweige der Muslimbrüderschaft in Jordanien, Syrien, dem Libanon und in Saudi-Arabien. Im August 1958 ließ er sich in Genf nieder, wo er im Jahre 1961 das Islamische Zentrum Genf (Centre islamique de Genève) gründete, das heute von seinem Sohn Hani Ramadan geleitet wird. 1962 war er an der Gründung der Islamischen Weltliga an führender Stelle beteiligt. Said Ramadan eröffnete mit dem Ziel der Islamisierung Europas eine Kette von islamischen, von den Regierungen der jeweiligen Länder unabhängiger Zentren.
Am 9. August 1995 wurde Said Ramadan an der Seite seines Schwiegervaters Hasan al-Bannā begraben.

## Schriften
- Said Ramadan: Das Islamische Recht. Theorie und Praxis. Muslim Studenten Vereinigung in Deutschland, Marburg 1996, ISBN 3-932399-00-5.